# Epsilon tinctipenne
Epsilon tinctipenne är en stekelart som först beskrevs av Walker 1860.  Epsilon tinctipenne ingår i släktet Epsilon och familjen Eumenidae. Inga underarter finns listade i Catalogue of Life.